# Истомин, Константин Николаевич
Константи́н Никола́евич Исто́мин (26 декабря 1886 [7 января 1887], Курск — 28 августа 1942 года, Самарканд) — советский художник, живописец, художник-авангардист, педагог, член обществ «Маковец», «Четыре искусства», АХРР. Лучшие работы художника находятся в Третьяковской галерее и Русском музее.

## Биография
Константин Истомин родился 26 декабря 1886 года в Курске, в семье офицера армейской пехоты. Там же он начал ходить в гимназию, однако, в 1901 году его отца перевели служить во Владивосток, куда уехал и Константин. Во Владивостоке параллельно занятиям в гимназии он начал посещать школу художеств. Тут семья Истоминых оставалась до начала войны с Японией 1904 года, после чего переехали жить в Харьков, где юноша наконец-то смог закончить гимназию, посещал художественную студию. Однако и в Харькове он не смог оставаться долго, 18-летний Константин Николаевич принимал участие в революционных событиях 1905 года на стороне рабочих, за что был арестован и попал в тюрьму. В заключении он оставался до лета 1906 года, а после освобождения уехал в Германию.
Там, в Мюнхене, Константин Николаевич продолжал получать художественное образование в школе живописи венгерского живописца Шимона Холлоши. В 1909 году начинающий художник принял решение вернуться в Россию, а летом 1909 года он поступил на искусствоведческое отделение МГУ. Во время обучения в МГУ молодой художник путешествовал по Греции и Италии.
В 1913 году Истомина призвали служить в армию, в артиллерию. В ходе Первой мировой войны он командовал артиллерийской батареей, был контужен, лежал в госпитале. В Москву Константин вернулся весной 1918 года, работал в секции изобразительных искусств Моссовета. С марта 1919 года находился в рядах Красной Армии, однако, будучи раненым и переболев тифом, он был демобилизован. Во время службы он занимался рисованием, однако рисунки этого периода не сохранились. А на основе того, что удалось сберечь, Константин Николаевич выпустил к 1927 году на юбилей событий Октября 1917 года графическую серию «Красная Армия в Донбассе».
В 1921 году по распоряжению Народного комиссариата просвещения он занимался организацией художественно рабфака, что стало первым этапом в становлении Истомина-педагога. В 1920-е годы занимал должность профессора сначала Высших художественных мастерских (ВХУТЕМАС, позже Высший художественно-технический институт — ВХУТЕИН), а затем, после реорганизации ВХУТЕИНа, — Московского художественного института имени В. И. Сурикова. А в период с 1930 по 1939 год преподавал также в Московском полиграфическом институте.
Несмотря на педагогическую деятельность, в эти годы Константин Николаевич Истомин участвовал на выставках общества «Четыре искусства», создал больше количество работ: пейзажей, натюрмортов, портретов, жанровых картин в том числе — «Пряхи», «Чаепитие», «Жатва», «Мать и дитя», «За чисткой овощей». Одно из своих самых известных полотен — «Вузовки», приобретённой при жизни автора Третьяковской галереей, Константин Истомин создал в 1933 году. Другие известные картины художника — «Женский портрет» 1922 года и «Утро», законченная им в 1928 году, первая из них находится в Саратовском государственном художественном музее, а вторая — в Русском музее Санкт-Петербурга. Помимо основной деятельности — станковой живописи, Истомин занимался иллюстрированием книг, созданием эскизов декораций и костюмов к спектаклям.
Умер Константин Николаевич Истомин 28 августа 1942 года в Самарканде, куда осенью 1941 года Московский художественный институт имени В. И. Сурикова, профессором которого являлся советский художник, был эвакуирован.

## Память
После смерти художника в Самарканде, его надолго забыли, мастерскую после его смерти очистили — работы вынесли на помойку. Их спасли случайные люди, а затем друзья и ученики.
Позже руководство изобразительного искусства отдало холсты Истомина из мастерских ВХУТЕМАСа студентам под запись, пришлось спасать и их.

## Галерея

Картины Константина Истомина
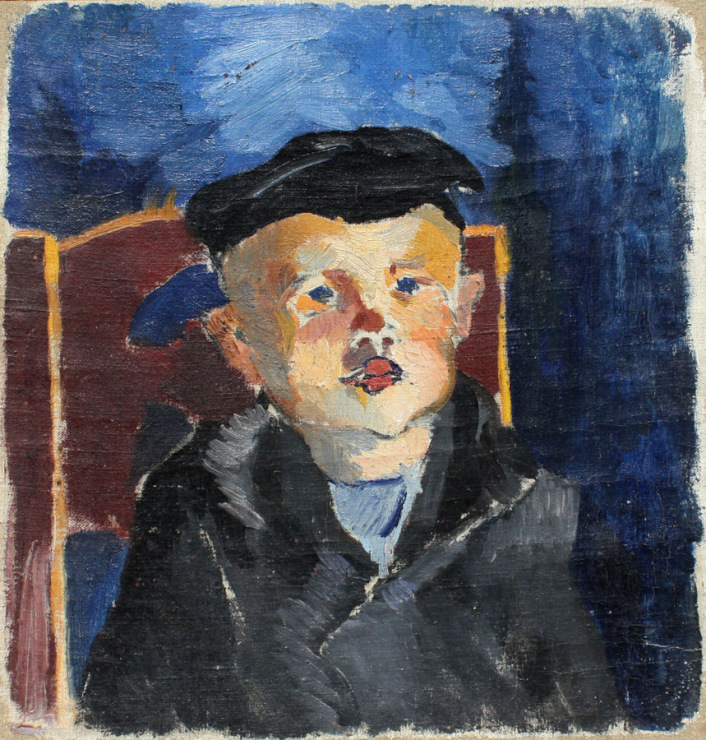
Детский портрет. 1922
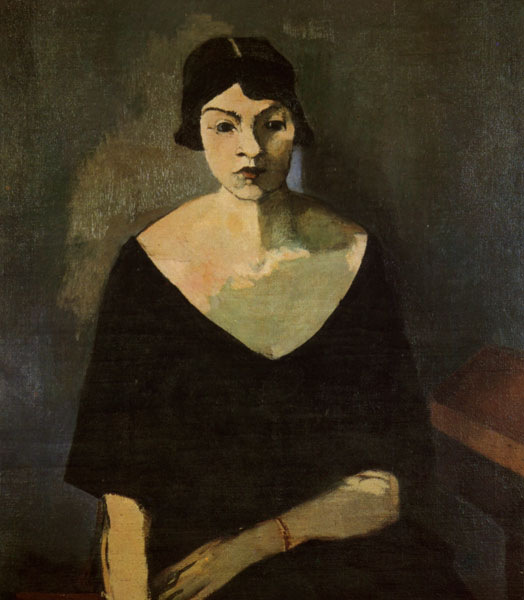
Женский портрет. 1922
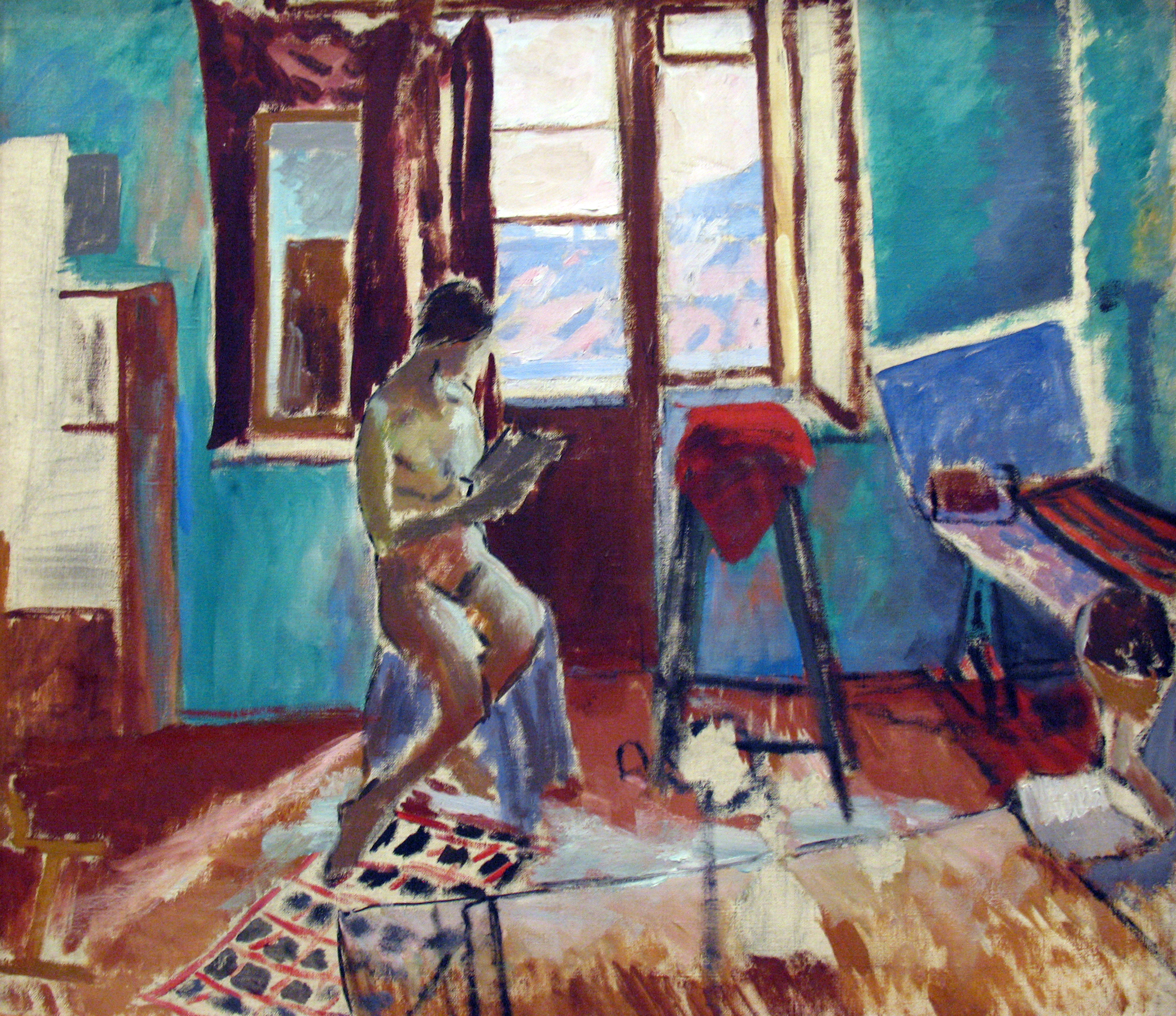
У окна (в комнате). 1928
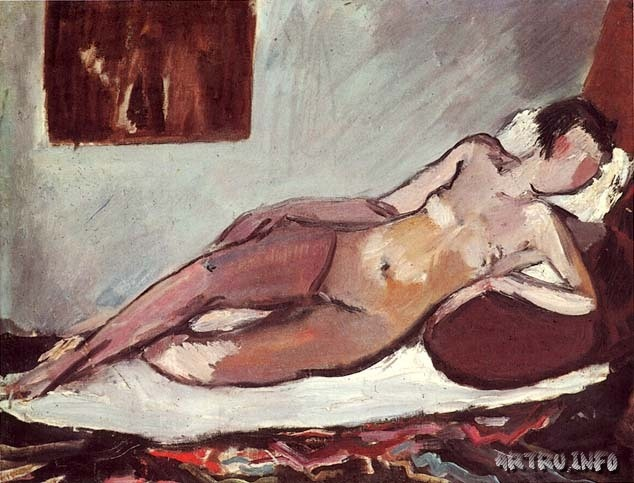
Натурщица. 1930
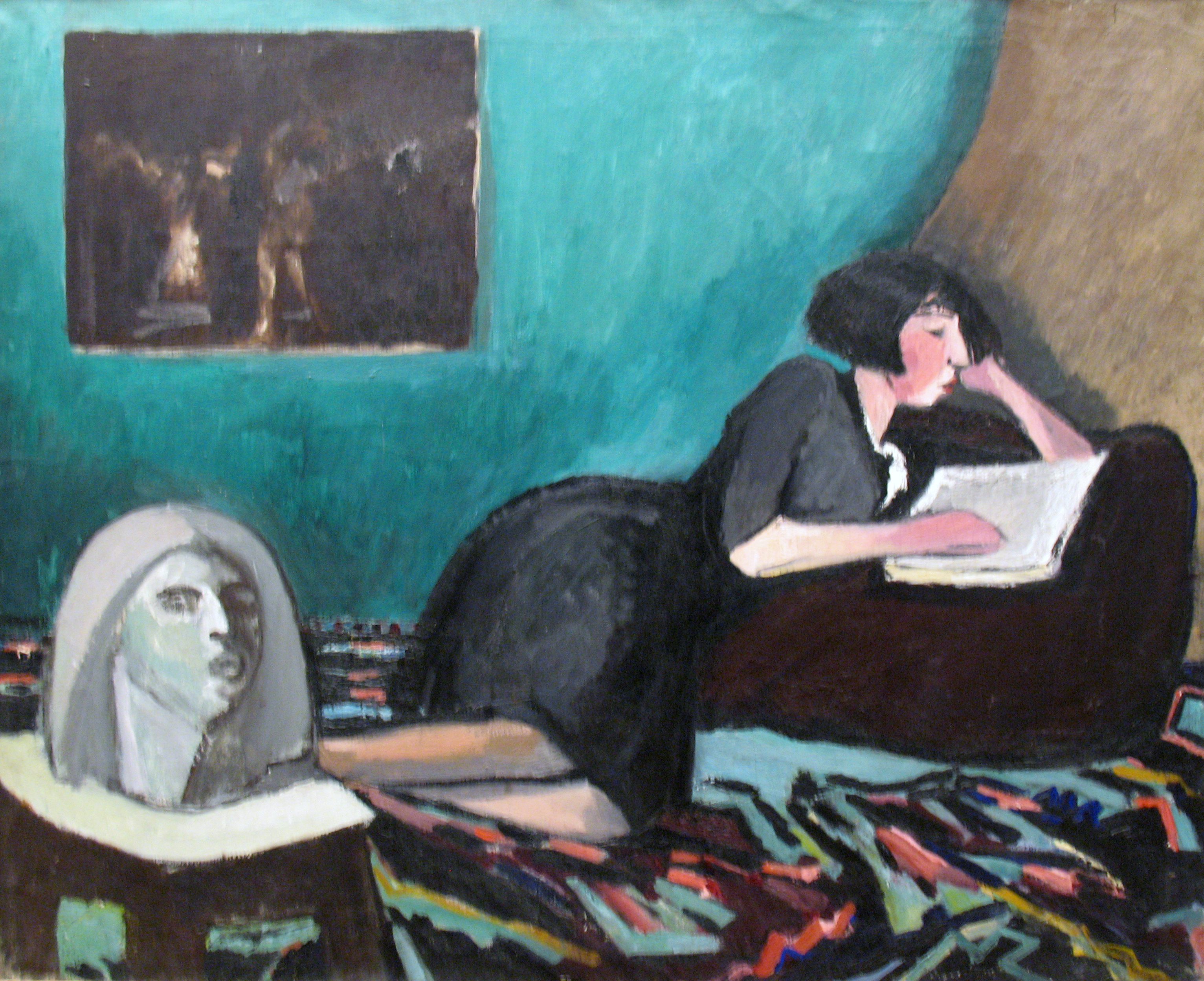
Читающая Женщина. 1931
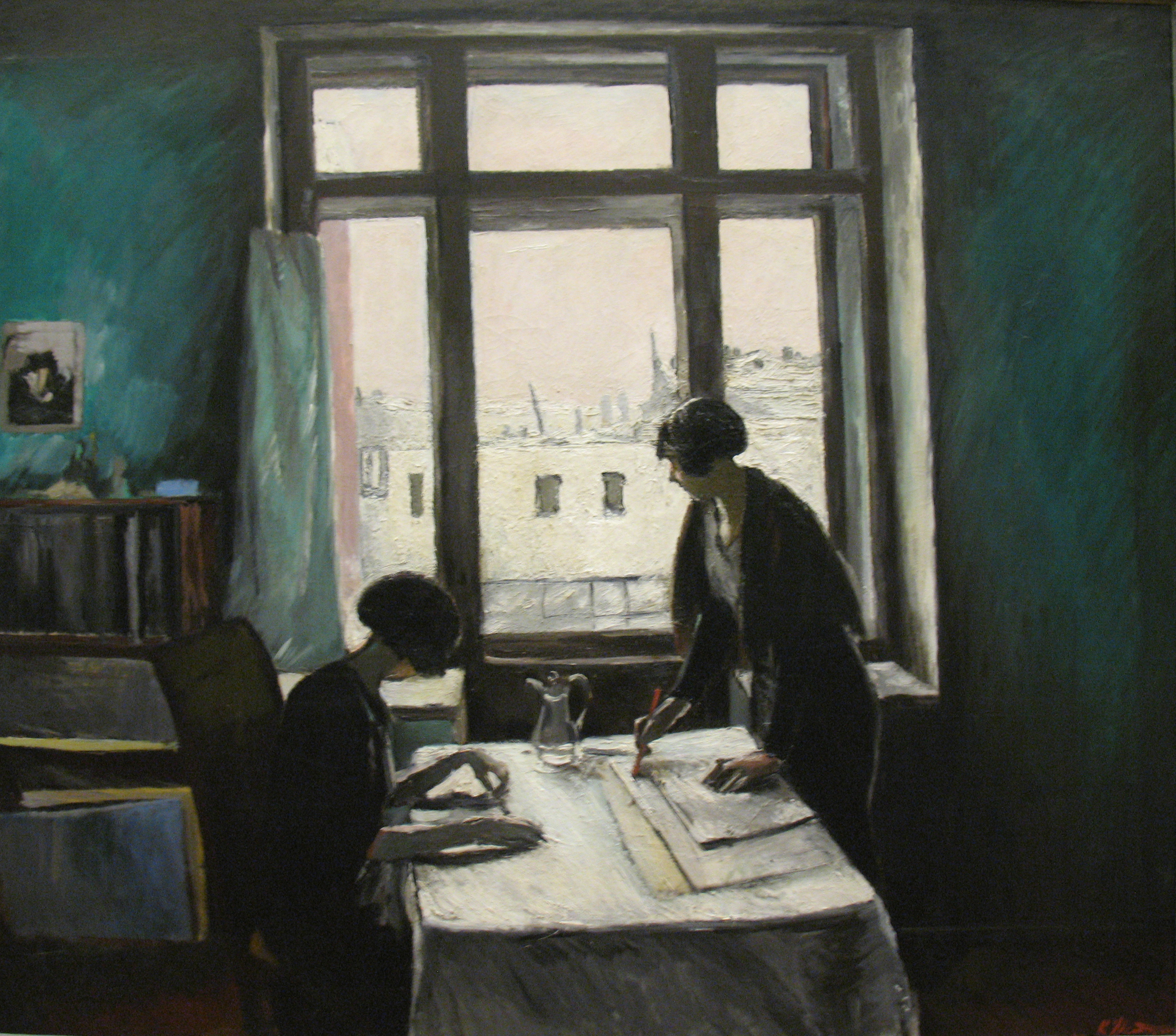
Вузовки. 1933

## Альбомы
- Константин Истомин. Избранные произведения. Альбом репродукций. — [Составители Болотина И. С. и Щербаков А. В.] — М.: Советский художник, 1985. — 150 с.; ил. — (Избранные произведения советских художников)
- Константин Истомин. Цвет в окне. — М.: Гос. Третьяковская галерея, 2019. — 312 с.; ил. — ISBN 978-5-89580-267-0
- Константин Истомин. Вузовки. — Текст О. Гощанская. — М.: Гос. Третьяковская галерея, 2019. — 40 с.: ил. — ISBN 978-5-89580-268-7 (История одного шедевра)